# Aeropuerto Internacional de Haifa

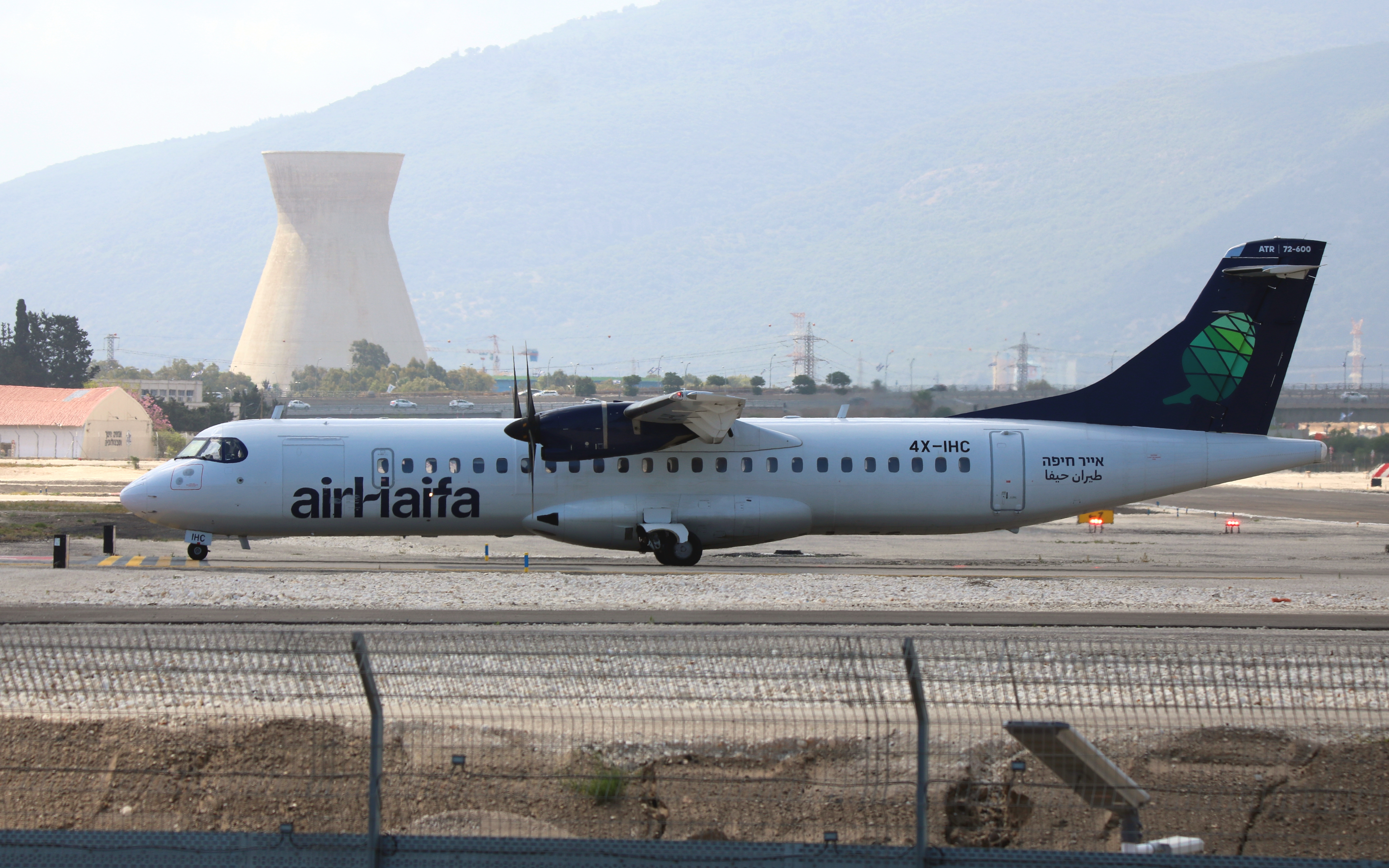
Un avión de la aerolínea airHaifa en la pista del aeropuerto (en el fondo, la refinería de Haifa).

El Aeropuerto Internacional de Haifa (en hebreo: נמל התעופה חיפה‎, Namal HaTe'ufa Haifa, conocido como U Michaeli Airport) (IATA: HFA, OACI: LLHA) es un aeropuerto Israelí localizado en Haifa. Está localizado al este de la ciudad, cerca de Kishon Port e Israel Shipyards y atiende principalmente vuelos de cabotaje, con algún vuelo militar . La mayoría de vuelos de pasajeros que pasan por el aeropuerto son operaciones domésticas a Eilat y Tel Aviv y vuelos internacionales a Jordania, Chipre y Turquía. El aeropuerto recibe su nombre de Uri Michaeli, uno de los primeros aviadores judíos y uno de los fundadores de la aviación en Israel. El aeropuerto tiene una pista, y hay planes para ampliarlo en terrenos ganados al mar en la bahía de Haifa. La nueva aerolínea israelí Air Haifa (2023) tiene su base en este aeropuerto.

## Historia
El aeropuerto de Haifa se construyó bajo mandato británico en 1934, como su primer aeropuerto internacional, originalmente servida por la Armada Británica y la compañía petrolera iraquí-británica, APS. En 1936 se comenzaron los vuelos de pasajeros a Beirut y Chipre, y en 1938 comenzaron los vuelos regulares a Italia. En 1938 una tercera parte de los vuelos a Palestina aterrizaban en Haifa pero en 1940, los vuelos civiles se detuvieron debido a la Segunda Guerra Mundial momento en el cual el aeropuerto servía para las operaciones de la Real fuerza aérea en Oriente Medio como RAF Haifa.
El aeropuerto fue reabierto para el tráfico de pasajeros en 1948 con vuelos operados por Cyprus Airways. Esta fue seguida diez años más tarde por Arkia Israel Airlines. No fue hasta 1994, sin embargo, cuando el aeropuerto recibió el estatus de internacional, y en ese momento, se pensó que el aeropuerto tendría vuelos a destinos de toda Europa. Menos de un año más tarde, el aeropuerto se puso en venta. En ese momento, el grupo francés de construcción, Bouygues así como British Aerospace Industries mostraron un gran interés en el sitio.
Los vuelos internacionales esperados nunca llegaron a aparecer, y no fue hasta 1996, y el comienzo de los vuelos de Israir, cuando el aeropuerto comenzó a crecer. Este crecimiento fue aun mayor en 1998 con los vuelos de Aeroel. Royal Wings incrementó sus rutas ofreciendo vuelos desde Jordania, mientras Scorpio comenzó a volar a Egipto. En 1998, se abrió una nueva terminal en el aeropuerto para canalizar todos los servicios necesarios en un aeropuerto internacional moderno. En el pasado había tres pistas de aterrizaje y despegue, de las cuales sólo dos existen todavía, si bien, sólo una permanece en uso.
En 2001, los diálogos para ampliar el aeropuerto se retomaron cuando el entonces Ministro de economía, Silvan Shalom, anunció una inversión de 800 millones de Shekels para situar al aeropuerto en los estándares internacionales.

## El aeropuerto hoy

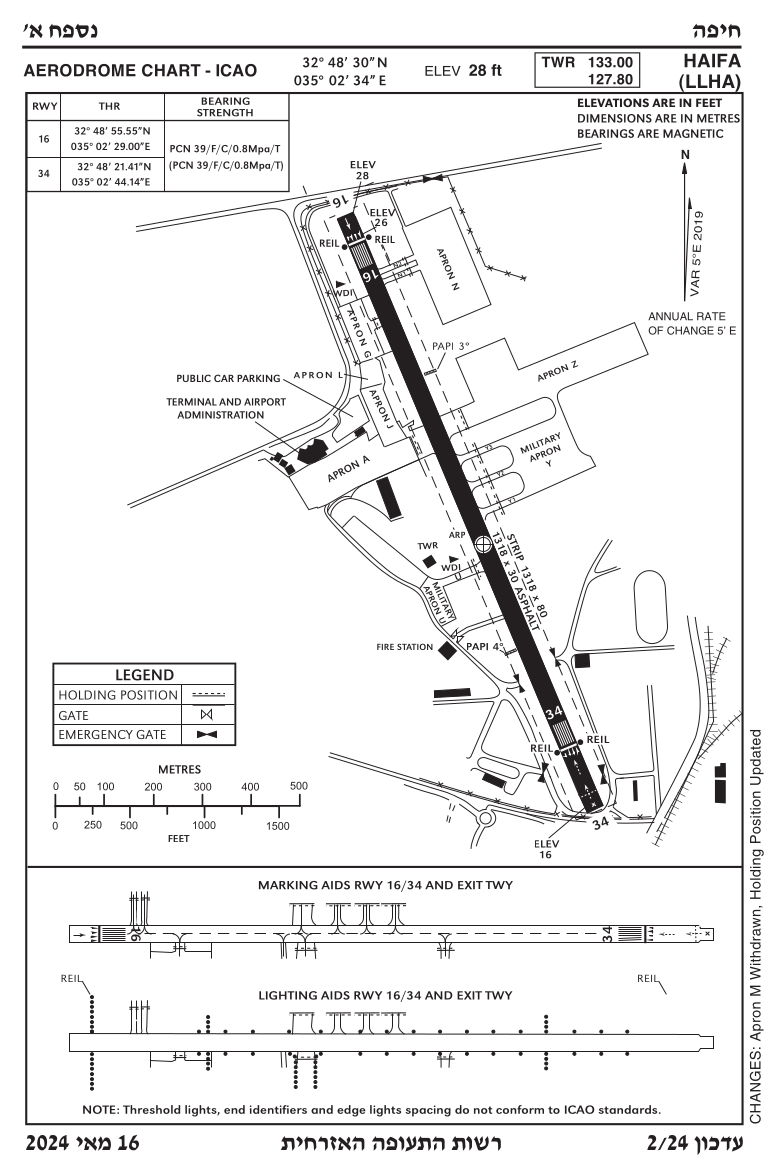
Plano del aeropuerto de Haifa

Una de las últimas fases del plan de ampliación del aeropuerto de Haifa, es la ampliación de la longitud de pista (en terrenos sobre el mar en la Bahía de Haifa), permitiendo la operación de aviones de fuselaje ancho de largo alcance.

### Aerolíneas actuales
- Air Haifa (base de operaciones)

### Destinos actuales
- Nacionales
  -    Eilat (Aeropuerto Internacional Ramon)
- Internacionales
  -    Atenas (Aeropuerto Internacional Eleftherios Venizelos)
  -    Lárnaca (Aeropuerto Internacional de Lárnaca)
  -    Pafos (Aeropuerto Internacional de Pafos)
  -    Rodas (Aeropuerto Internacional de Rodas-Diágoras)

## Estadísticas
Ver fuente y consulta Wikidata.